# ブラック・チャイナ
アンジェラ・レニー・ホワイト（Angela Renée White、1988年5月11日 - ）は、ブラック・チャイナ（Blac Chyna）の芸名で知られるアメリカ合衆国の女性モデル、起業家、元ストリッパーである。2014年に、化粧品ブランド「ラシェッド・バイ・ブラック・チャイナ」と美容室をロサンゼルスエンシノに立ち上げた。

## 私生活
チャイナは2011年10月5日、マイアミの有名ストリップクラブ、キング・オブ・ダイヤモンドで働いていたときに、クリス・ブラウンのF.A.M.E.ツアーのアフターパーティで、ラッパーのタイガと出会った 。チャイナのTwitterフィードによると、彼らの関係は2011年11月9日に正式に開始され、タイガのヒットシングル「ラック・シティ」のミュージック・ビデオの撮影が行われた。2012年10月16日、男児キング・カイロ・スティーブンソンを出産。チャイナとタイガは、2014年に破局した。
2016年1月、ロバート・カーダシアン・ジュニアと交際を始めた 。3か月の交際を経て、2016年4月5日にInstagramを介しての契約を発表。2016年11月10日、女児ドリーム・レニー・カーダシアンを出産。同年12月、カーダシアンがチャイナとの破局を発表。2017年7月、カーダシアンはチャイナの性的な写真をソーシャルメディアに掲載した。この行動に対してチャイナは裁判所を通じて、カーダシアンに対する接近禁止命令を取得した。